# Kim Jong-hae
Kim Jong-hae (nacido el 23 de julio de 1941) es un escritor, ex-marino y editor surcoreano.

## Biografía
Kim Jong-hae nació en Busan, Corea del Sur. Fue miembro fundador de la publicación Sinnyeondae, miembro de la publicación Poesía moderna (Hyeondaesi) y también ha participado en la publicación de revistas como Amor de nación e Imagen. Ha sido secretario general de la Asociación de Poetas Coreanos y director de la Asociación Coreana de Edición y Cultura, y es en la actualidad presidente de la editorial Munhaksegyesa

## Obra
La poesía de Kim Jong-hae puede dividirse en tres periodos distintos.
El primer periodo se extiende desde su debut en la literatura y la publicación de su primera recopilación de poesía El instrumento musical de los humanos (Inganui akgi) hasta primeros de los años setenta, cuando publicó su segunda recopilación La llave de los dioses (Sinui yeolsoe). Durante este periodo, su poesía representa el vacío y la desesperación de la realidad contemporánea y la voluntad del poeta por superar esta realidad, así como la convicción de que finalmente lo conseguirá.
El segundo periodo de la carrera del poeta empieza con el poema largo "El espíritu de Seúl" (Seourui jeongsin), incluye "Esclavo, levántate" (Cheonno, ireoseoda), y concluye a finales de los setenta con la publicación de su tercera recopilación de poesía ¿Por qué no vienes? (Wae ani osinayo?). Los poemas de este periodo, aunque retratan la tragedia en el corazón de la realidad, la envuelven con fe y  amor. Algunas de sus obras durante este periodo toman a la madre como tema central, representada como una figura deítica que puede librar al mundo de la realidad del presente y llevar a meditaciones más profundas sobre el verdadero significado del amor y la fe. El largo poema narrativo Esclavo, levántate (Cheonno, ireoseoda), escrito cerca del final de este periodo, fue una historia semi-biográfica del esclavo Manjeok, que vivió durante la dinastía Goryeo, y muestra de forma acertada la poderosa conciencia de realidad del autor.
El último periodo de la carrera del poeta tuvo lugar durante la década de 1980, durante el cual el poeta continuó sus investigaciones sobre los variados problemas de la vida y la realidad. La mejor ejemplificación de este periodo es el poemario Diario de navegación (Hanghae ilji). La obra es una interpretación poética de las experiencias del autor como miembro de la tripulación de un barco cuando tenía veinte años, al mismo tiempo que denuncia las condiciones contemporáneas que alienan y deshumanizan al individuo. La obra también muestra una gran diversidad de técnicas poéticas, incluida la personificación de tiburones, tortugas de mar y cocodrilos.

### Premios
Ha ganado el Premio de Literatura Contemporánea (1982) y el Premio al Escritor de Literatura Coreana (1985). En marzo de 1963, su poema "La noche" (Jeonyeok)fue premiado con el Premio al Escritor Novel por la publicación Literatura Libre (Jayu munhak) y en 1965 fue seleccionado su poema "La guerra civil" (Naeran) en el Concurso de Literatura de Primavera patrocinado por el periódico Kyunghyang Shinmun.

### Obras en coreano (lista parcial)
- El instrumento musical de los humanos (Inganui akgi)
- La llave de los dioses (Sinui yeolsoe)
- ¿Por qué no vienes? (Wae ani osinayo)
- Esclavo, levántate (Cheonno, ireoseoda)
- Diario de navegación (Hanghae ilji)
- Yendo en metro en días de viento (Barambuneun nareun jihacheoreul tago)
- Para una isla desierta' (Muindoreul wihayeo)